# Arabidella procumbens
Arabidella procumbens là một loài thực vật có hoa trong họ Cải. Loài này được (Tate) E.A.Shaw mô tả khoa học đầu tiên năm 1965.